# Vega de Liébana
Vega de Liébana is een gemeente in de Spaanse provincie en regio Cantabrië met een oppervlakte van 133,21 km². Vega de Liébana telt 788 inwoners (1 januari 2016).

## Demografische ontwikkeling
Bron: INE, 1857-2011: volkstellingen